# Puente Roa-Riaza

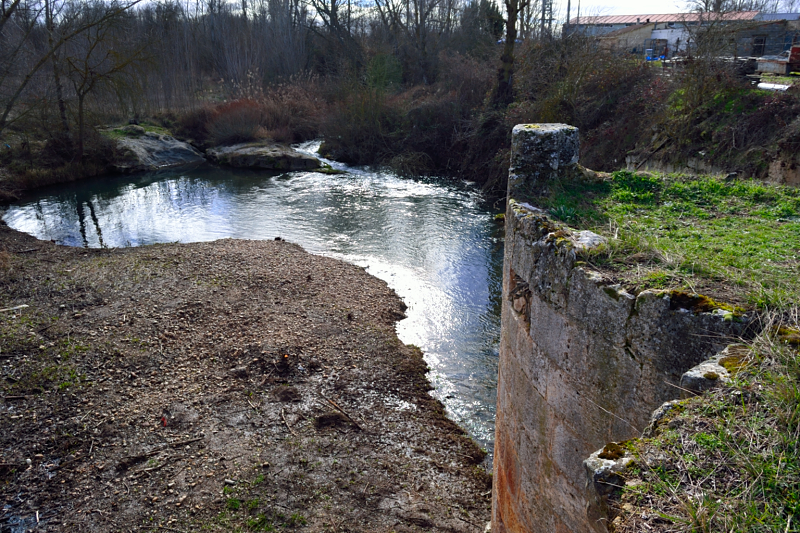
Antiguo puente

El puente de Roa-Riaza o Puente Viejo (41°41′34″N 3°54′00″O / 41.69278, -3.90000), es un puente de piedra de sillería con cuatro vanos semicirculares, tajamares apuntados aguas arriba y rectangulares aguas abajo, en la provincia de Burgos. Situado en el antiguo camino de Roa a Berlanga, junto a una granja. El nombre del río que pasa por él, es Riaza. Su uso es público.
Data del siglo XVII.  Fue una construcción a partir del arranque de un puente de Berlanga que está situando antes que él. Su forma se relaciona con la estética del siglo XVII : funcional, armonioso y de elegante porte. Esto se mantuvo en la siguiente centuria, pero supuso su reconstrucción parcial.
Su estilo predominante es el Barroco.

## Descripción histórica
Este puente es del siglo XVII, se encuentra en una zona que está romanizada, la cual tuvo un gran desarrollo en la Edad Media (debía de existir un puente ya entonces, pero el actual se corresponde con el siglo XVII aunque con modificaciones del siglo XVIII y partiendo de lo que había en el siglo XVI).
Sufrió muchos cambios a lo largo de la historia por culpa de las rápidas aguas, las cuales dañan el puente con el tiempo.

### Distintos constructores a lo largo de los años.
En los años 60, Pedro Díaz Palacios seguía con un proyecto de reconstrucción.
A mediados de esta década, se traspasan el trabajo de reconstrucción del puente entre distintos maestros. Diego de Zorlano, Tómas de Rivas y Francisco Gutiérrez de la Cortera ceden partes a Domingo Ibarra y a Francisco de la Cuesta Miera y este, a su vez, a Lorenzo de la Colina.
En los años 70 Intervinieron Francisco de la Cuesta Miera y Pedro de la Sierra.
En 1675, Martín Pérez del Corral promete demoler y rehacer un arco, los antepechos y alargar la manguardia.
En 1711, se encontraba en muy mal estado y por eso cuatro años después Enrique de Shopeña y Juan Pérez de Vicuña, reparaban una cuarta parte del puente.
En 1716, Juan de Ciombo Septién junto a Juan de las Bárcenas, hacen importantes reparaciones.
En 1745, Andrés de Zamora y José de Altamria analizan el puente y declaran que tiene mucha ruina por culpa de la velocidad de las aguas del río.
En 1753, la viuda de Martín de la Lombana, Tomasa Ruiz, reclama lo que se le debía a su marido por las reparaciones de dicho puente.

## Autoría y escuela
Intervención de profesionales en este caso de origen cántabro. Se conserva documentación del seiscientos y setecientos.
En la segunda mitad de la primera centuria intervinieron: Pedro Diaz de Palacios, Francisco Coterón, Diego de Zorlado, Tomás de Rivas, Francisco Gutiérrez de la Cotera,Domingo Ibarra, Francisco de la Cuesta Miera, Pedro de la Sierra o Martín Perez del Corral.
En las primeras décadas del siglo XVIII podemos encontrar a: Juan de Ciombo Septién, Juan de las Bárcenas

## Descripción técnica
- Longitud de 46 metros.
- Anchura de 4 metros.
- Altura de 5,3 metros.

Los arcos de medio punto con bóvedas de cañón de sillería, tienen luz desigual de entre 7,00 metros del poniente y 4,90 de oriente. Las claves se encuentran casi a la misma altura. Los tímpanos y estribos de sillería. Pretil casi caído. Firme empedrado. Tajamares aguas arriba y rectangulares aguas abajo.